# マイエンヌ県
マイエンヌ県(マイエンヌけん、Mayenne)は、フランスのペイ・ド・ラ・ロワール地域圏の県である。その名称はマイエンヌ川に由来する。

## 地理

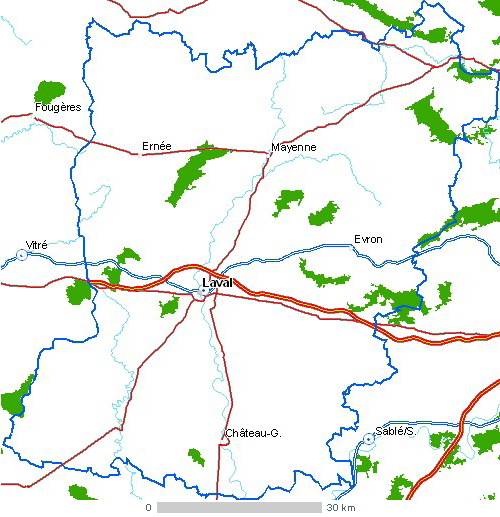

1789年12月22日の法令施行により、1790年3月4日にマイエンヌ県は誕生した。県面積の約2/3である北部は、バス＝メーヌ（かつてのメーヌ州の西半分）と一致する。残り1/3の南部は、かつてのアンジュー州北部であるオート＝アンジュー（またはマイエンヌ・アンジュヴィーヌ）と一致する。
マンシュ県、オルヌ県、サルト県、メーヌ＝エ＝ロワール県、イル＝エ＝ヴィレーヌ県と接する。海と接していない県であるが、北西端のランディヴィはモン・サン・ミシェル湾からわずか30kmしか離れていない。標高417mのアヴァロワール山が、県の最高地点である。県は南北をマイエンヌ川が縦断する、ほぼ四角形の形をしている。南側を接するメーヌ＝エ＝ロワールとともにロワール渓谷の一部である。また県を、パリ-ブルターニュ間、カーン-アンジュー-ナント間の主要道が交差している。
マイエンヌは全体的に標高の低い平坦な地形を持ち、ブルターニュ、ノルマンディー、アンジューという非常に異なった領域が移り変わる地点である。県は丸みを帯びた丘、浅い谷で構成される。それにもかかわらず、アルモリカ山塊の東部に位置しているため標高は150mほどある。

### 交通
マイエンヌは2011年12月31日現在で、8074kmの長さの道路を持っている。そのうち57kmがオートルート、147kmが国道、3687kmが県道、4183kmが地方道であった。マイエンヌには、レンヌからル・マンをつなぐA81道路が東西に横切る。

## 歴史
フランス革命初期の1789年、ジャコバン派の理想は特に印刷業者、弁護士、商人、裕福な地主といった教育を受けた人々の間に広まった。しかしマイエンヌは、フランス西部の県がそうであったように、王党派とカトリックの砦であった。聖職者民事基本法の導入、そして徴兵制度は住民を不快にさせた。1792年から王党派と共和国派の内戦であるシュアヌリが始まった。これはマイエンヌのサントゥアン・デ・トワ生まれのジャン・シュアンがいたためであろう。彼は地元の王党派運動の中心人物となり、国民衛兵との戦いをリードしていた。1793年、県は小康状態であったが、ロワール川の南ではヴァンデ戦争が進行していた。ヴァンデの王党派たちはイギリスの支援を求めてロワールを渡河し、ノルマンディーの海岸に達した。彼らはシュアンの助けを借りてマイエンヌを縦断し、ラヴァルやエントランヌ、エルネで勝利するが、ドル＝ド＝ブルターニュで共和国軍に敗北する。しかしシュアンたちはナポレオンが登場するまでゲリラ活動を続けた。
ワーテルローの戦いで第七次対仏大同盟が勝利すると、1818年11月まで県はプロイセン軍に占領されていた。
ルネサンス期に行われたマイエンヌ川の運河化で、経済成長が進み、19世紀までは麻織物と冶金が県の主要産業であった。20世紀に農村からの人口流出が激しくなると、県は食品加工や乳製品製造に経済を転換した。

## 人口統計
適度な人口増加が進んでいるにもかかわらず、現在のマイエンヌは地域圏内で最も人口の少ない県のままである。人口が1万人を超えるコミューンは、ラヴァル、シャトー＝ゴンティエ、マイエンヌの3箇所だけである。

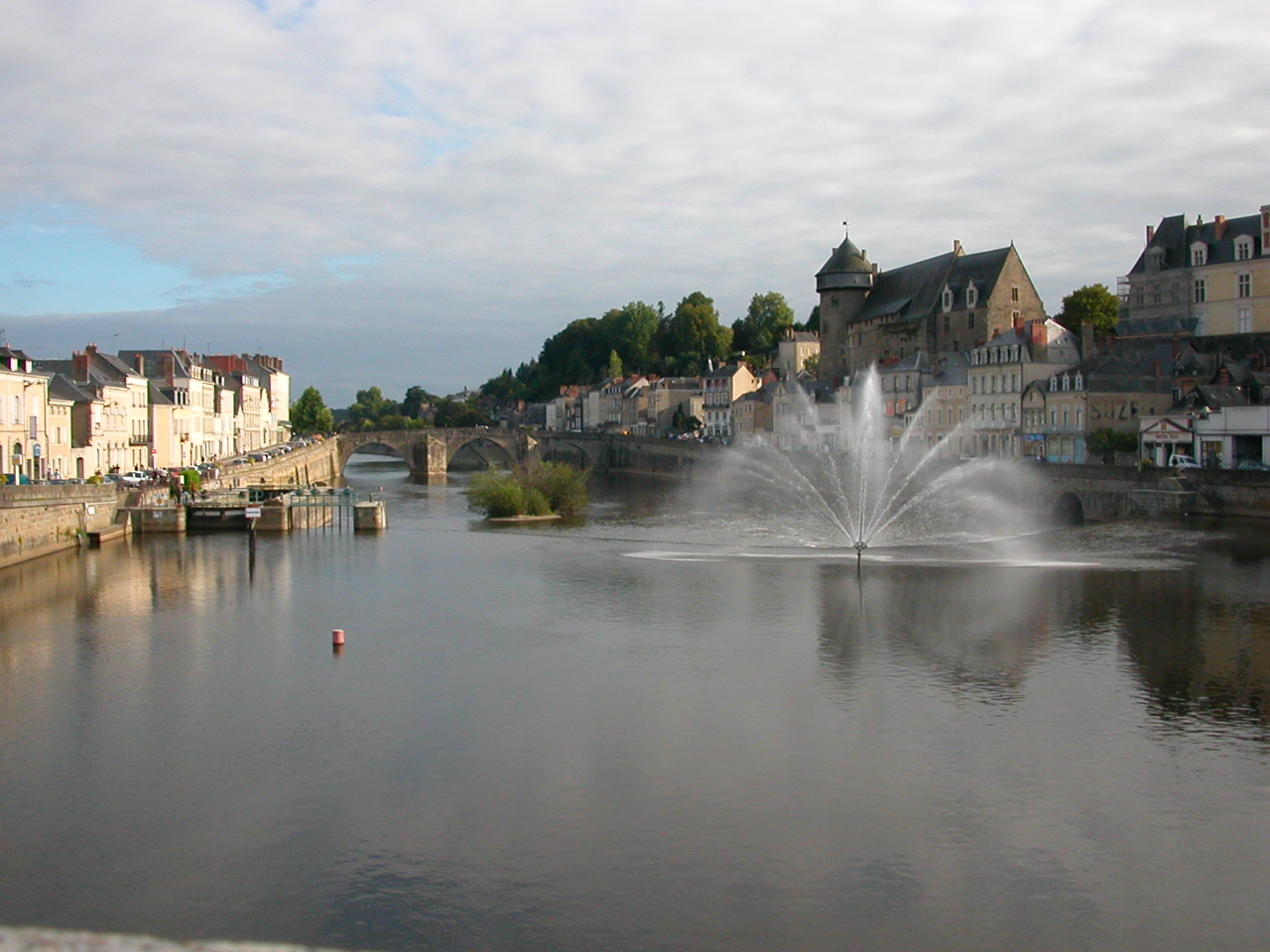
ラヴァルを流れるマイエンヌ川
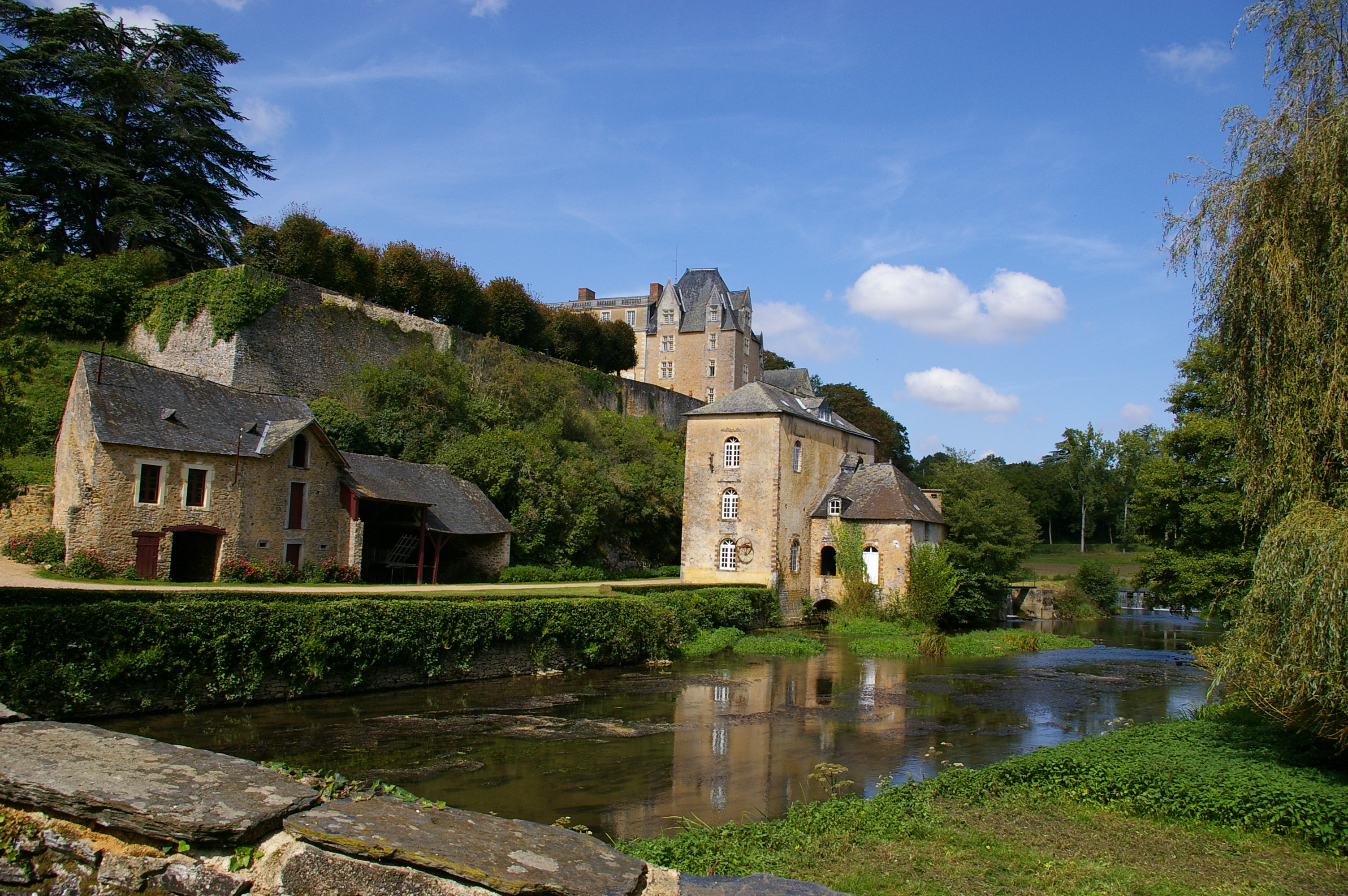
シェメレ・ル・ロワ
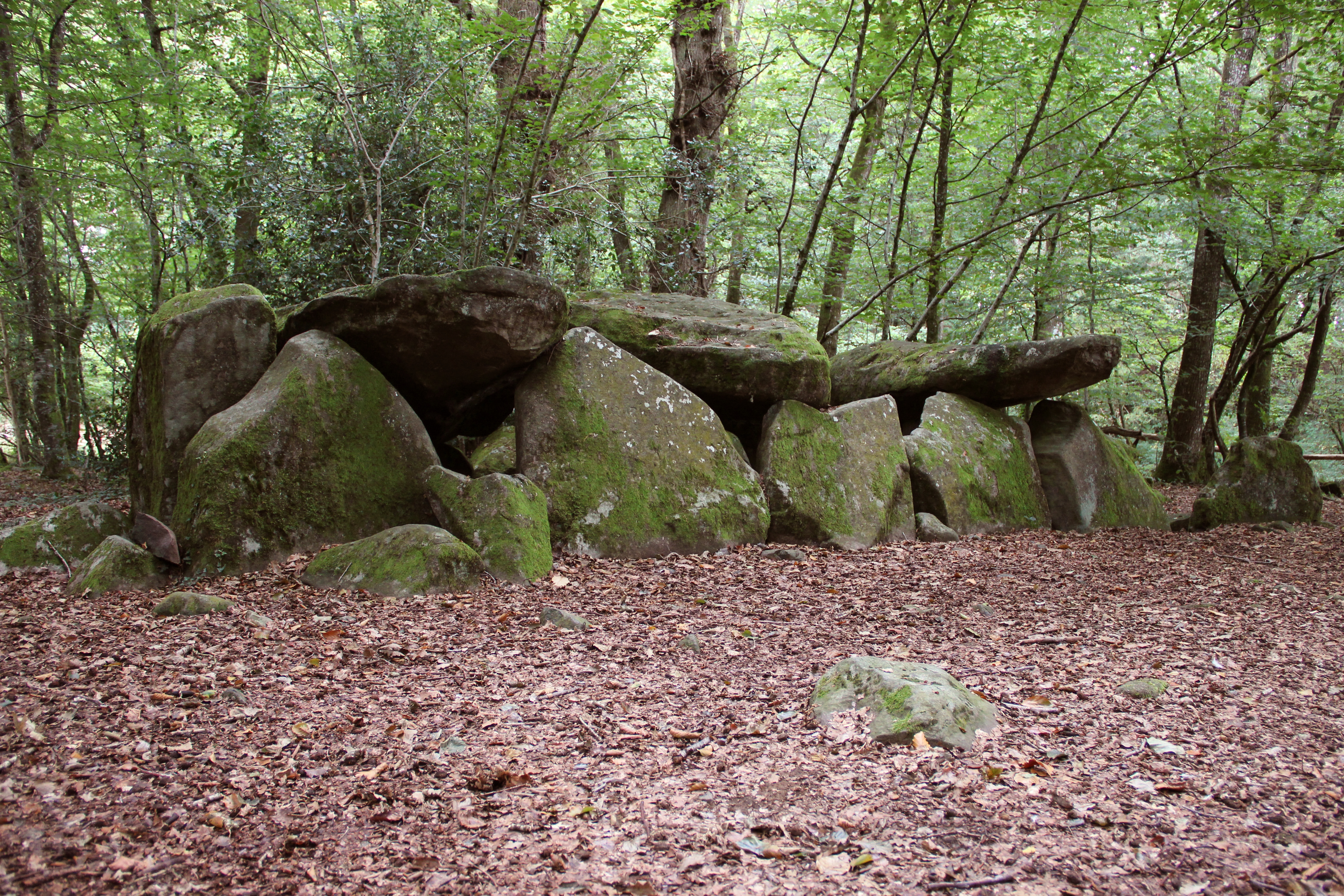
エルネに残るドルメン
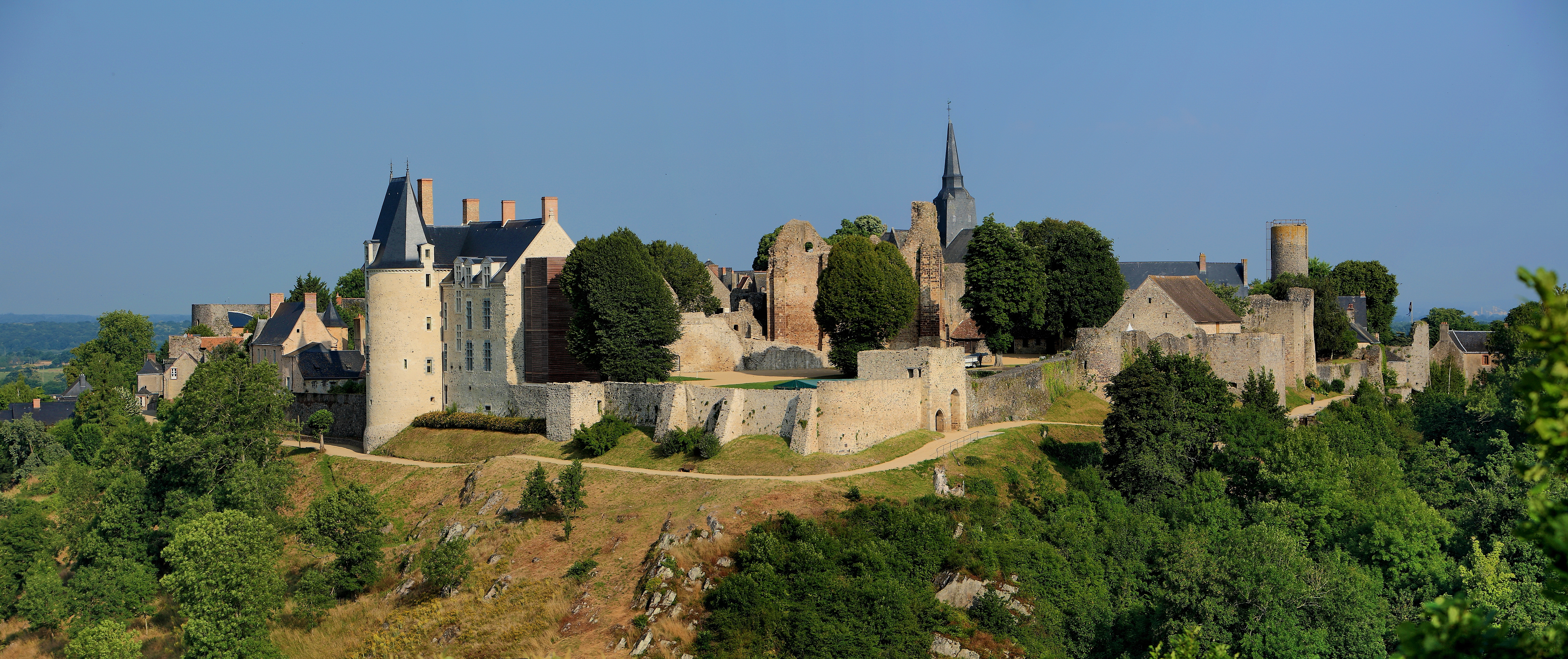
サント＝シュザンヌ
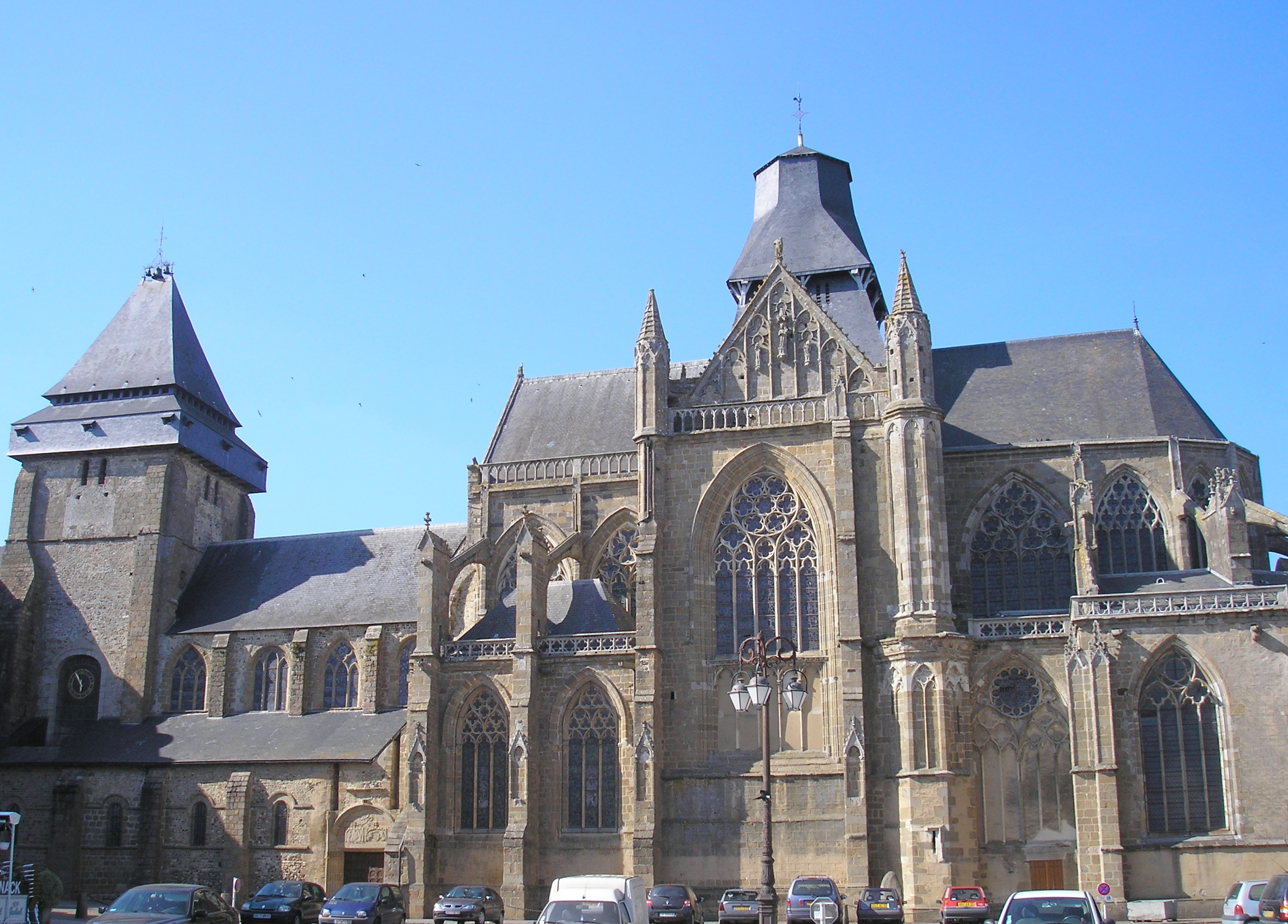
エヴロン修道院